# Puerto Ricaans Open
Het Puerto Ricaans Open - officieel het Puerto Rico Open - is een golftoernooi in Puerto Rico, dat deel uitmaakt van de Amerikaanse PGA Tour, en het toernooi werd opgericht in 2008.
De eerste editie vond plaats op de Trump International Golf Club in Puerto Ricaanse stad Río Grande. Sindsdien vindt het toernooi telkens plaats op de Trump International Golf Club.
De eerste editie werd gewonnen door Greg Kraft, die een slag minder nodig had dan Jerry Kelly en Bo Van Pelt, in 2008.

## Winnaars
| Jaar | Winnaar            | Score | Score | Info                                                                          |
| ---- | ------------------ | ----- | ----- | ----------------------------------------------------------------------------- |
| 2008 | Greg Kaft          | 274   | –14   |                                                                               |
| 2009 | Michael Bradley    | 274   | –14   |                                                                               |
| 2010 | Derek Lamely       | 269   | –19   |                                                                               |
| 2011 | Michael Bradley po | 272   | –16   | Won de play-off van Troy Matteson                                             |
| 2012 | George McNeill     | 272   | –16   |                                                                               |
| 2013 | Scott Brown        | 268   | –20   |                                                                               |
| 2014 | Chesson Hadley     | 267   | –21   |                                                                               |
| 2015 | Alex Čejka po      | 281   | –7    | Won de play-off van Emiliano Grillo, Tim Petrovic, Jon Curran en Sam Saunders |

| Toernooirecord |  | po = winnaar na play-off |

## Trivia
- Van 2010 tot op heden krijgt elke winnaar 300 FedEx Cup punten en 24 OWGR-punten.
- Van 2010 tot op heden ontvangt elke winnaar $ 630.000.